# Florencia Habif
Florencia Habif (Buenos Aires, 22 de agosto de 1993) es una jugadora argentina de hockey sobre césped. Fue parte de la Selección nacional con la que obtuvo la medalla de plata en los Juegos Olímpicos de Londres 2012. Obtuvo también tres Champions Trophy y medalla de bronce en el Campeonato Mundial 2014, una Liga Mundial y medalla de plata en los Juegos Panamericanos de 2015. En 2014, fue elegida Mejor Jugadora Joven del Mundo por la Federación Internacional de Hockey.

## Carrera deportiva
Se formó deportivamente en el club Club Gimnasia y Esgrima (GEBA). Obtuvo medalla de oro en el Campeonato Panamericano Sub-17 de Uruguay en 2010 y medallas de plata en los Juegos Olímpicos de la Juventud Singapur 2010 y en el Campeonato Mundial Junior 2013.
En 2011, fue convocada a integrar la selección mayor argentina con 17 años. Ese mismo año disputó su primer Champions Trophy donde obtuvo el segundo puesto. En 2012, integró el equipo que ganó el Champions Trophy en la ciudad de Rosario, Argentina y ese mismo año fue seleccionada para competir en los Juegos Olímpicos de Londres 2012 donde obtuvo la medalla de plata. En 2013, obtuvo la medalla de oro en la Copa Panamericana realizada en la ciudad de Mendoza, Argentina.
En 2014, obtuvo su segundo Champions Trophy disputado también en la ciudad de Mendoza y el tercer puesto en el Campeonato Mundial realizado en La Haya, Países Bajos. Ese mismo año, fue elegida Mejor Jugadora Joven del Mundo.
En 2015, fue parte del equipo que compitió en los Juegos Panamericanos donde obtuvo la medalla de plata y la Liga Mundial disputada en el mes de diciembre en la ciudad de Rosario.
En 2016, obtuvo su tercer título en el Champions Trophy realizado en Londres, Inglaterra.

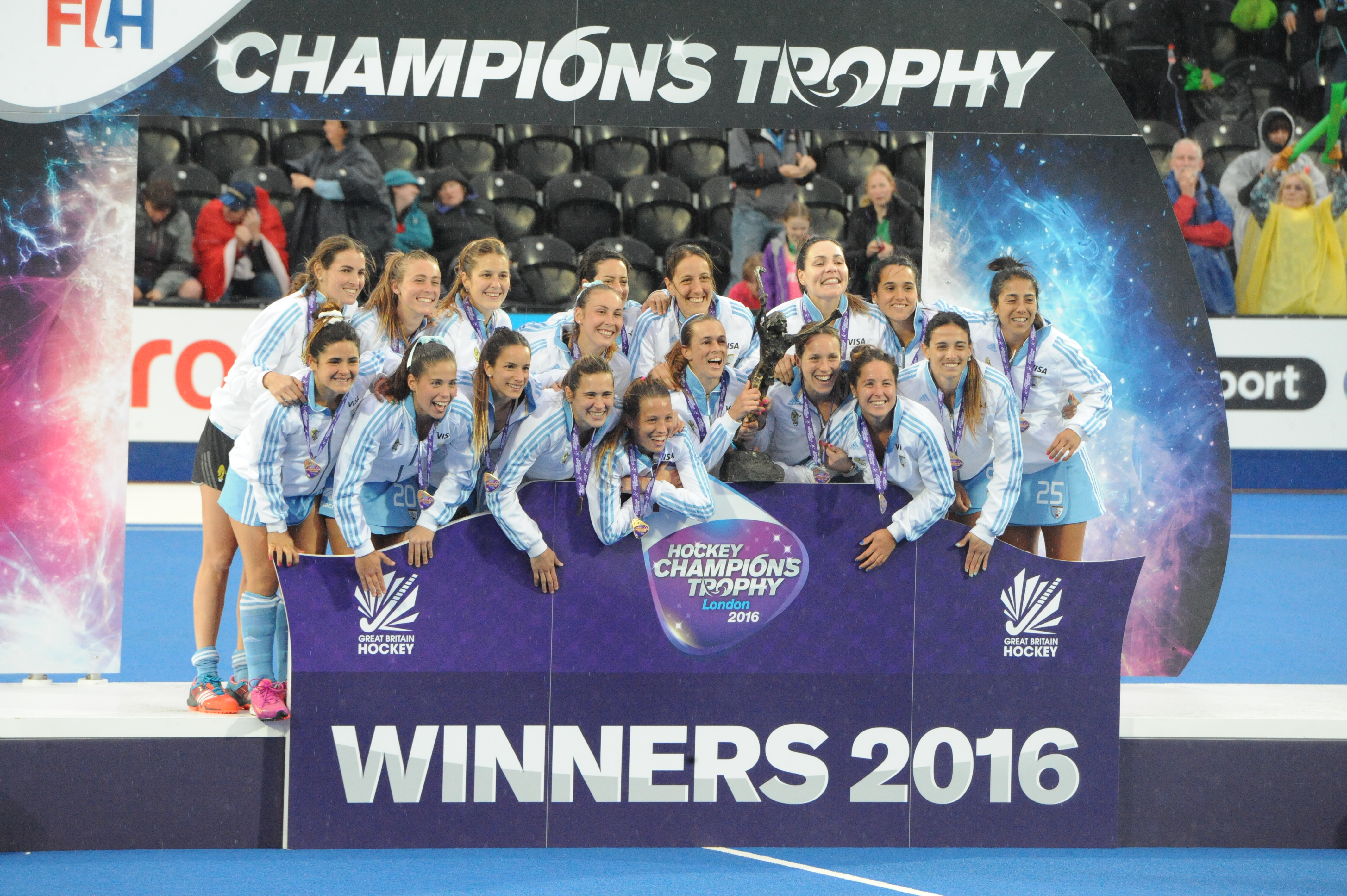
Festejos de la obtención del Champions Trophy 2016.

En 2017, obtuvo la Copa Panamericana disputada en Lancaster, Estados Unidos.

## Vida personal
Está casada con el jugador de hockey Gonzalo Peillat, quien en 2014 fue elegido Mejor Jugador Joven del Mundo por la Federación Internacional de Hockey.

## Premios y distinciones
- 2014 - Mejor Jugadora Joven del Mundo de la FIH.